# Christian Hallmann
Christian Hallmann (* 21. Dezember 1992 in Voitsberg) ist ein österreichischer Handballspieler.

## Karriere
Hallmann begann in seiner Jugend bei der HSG Bärnbach/Köflach Handball zu spielen. Bis 2015/16 lief der Kreisläufer für seinen Jugendverein in der Handball Liga Austria auf ehe er zur Handball Sportunion Leoben wechselte. Im Jänner 2016 feierte Hallmann sein Debüt in der österreichischen Nationalmannschaft. Mit Leoben stieg Hallmann 2016/17 aus der ersten Liga ab, schaffte jedoch bereits im folgenden Jahr den erneuten Aufstieg. 2019/20 wechselte der Rechtshänder zur HSG Graz.